# L'Enfer, c'est les autres robots
Vous lisez un « bon article » labellisé en 2009.
L’Enfer, c’est les autres robots (Hell Is Other Robots) est le neuvième épisode de la première saison de la série télévisée américaine Futurama. Il est diffusé pour la première fois le 18 mai 1999 en Amérique du Nord sur le réseau Fox, et clôt la première saison de diffusion de la série. L’épisode est écrit par Eric Kaplan et réalisé par Rich Moore. Plusieurs célébrités sont présentes : les Beastie Boys jouent leur propre rôle et Dan Castellaneta, voix de Homer Simpson, prête sa voix au Diable Robot. Il s’agit du premier épisode centré sur le personnage de Bender, qui développe au cours de l’épisode une dépendance à l’électricité. Quand cette dépendance devient problématique, Bender rejoint le temple de la Robotologie, avant d’être tenté par Fry et Leela avec de l’alcool et des prostituées.
Cet épisode introduit le Diable Robot, le Révérend Lionel Preacherbot et la religion du Temple de la Robotologie, satire de la Scientologie. L’épisode reçoit de bonnes critiques, et est l’un des quatre à être inclus dans le coffret DVD des épisodes préférés de Matt Groening, le Monster Robot Maniac Fun Collection.
L’épisode fut diffusé à partir du 6 mai 2000 sur Canal+, en France.

## Crédits

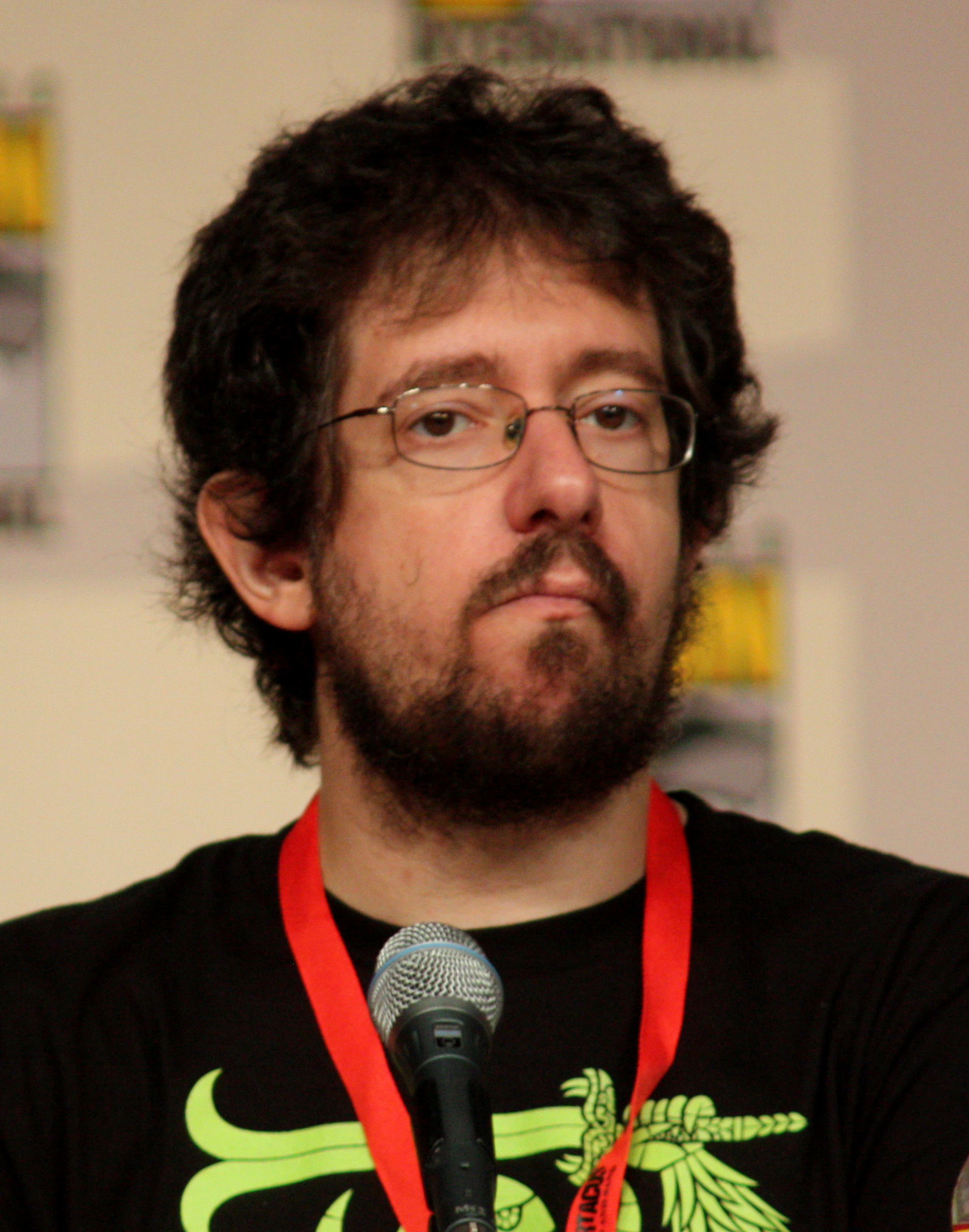
Eric Kaplan, scénariste de l’épisode

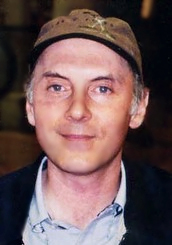
Dan Castellaneta, un des invités de l’épisode

## Contenu

### Synopsis
Après un spectacle des Beastie Boys, Bender se rend à une fête avec Fender, un ami de longue date. Lors de cette fête, Bender et les autres robots abusent de l’électricité, dont il devient rapidement dépendant. Lorsque ses amis le confrontent à ce sujet, Bender admet qu’il a un problème et se décide à chercher de l’aide. Il rejoint alors les rangs du Temple de la Robotologie, et consent à la damnation éternelle dans l’enfer des robots au cas où il viendrait à pécher. Il est baptisé par le Révérend Lionel Preacherbot (« le Robot Prêcheur »), qui soude le symbole de la Robotologie sur son enveloppe externe.
Bender, transfiguré par la religion, est désormais vertueux, affable et prosélyte. Ses amis Fry et Leela, excédés, se rendent compte qu’ils aimaient mieux l’ancien Bender. Ils décident de le pousser à violer les règles de sa nouvelle religion. À l’occasion d’une livraison fictive à Atlantic City, ils le soumettent à la tentation : alcool, prostituées, proies faciles à voler le font finalement succomber. Il arrache et jette au loin le symbole de la Robotologie, qui se met à biper de façon inquiétante.
Alors que Bender est à l’hôtel en compagnie de trois femmes robots, on frappe à la porte. Il ouvre et se fait assommer par une figure terrifiante armée d’une fourche. En se réveillant, il se retrouve en présence du Diable Robot, dans l’enfer des robots. Le Diable Robot rappelle à Bender qu’il a accepté d’avance d’être châtié s’il venait à pécher, lors de sa conversion à la Robotologie.
Lorsqu’ils se rendent compte que Bender a disparu, Fry et Leela se mettent à sa recherche en faisant appel à l’odorat de Nibbler. Ils finissent par arriver dans un parc d’attractions abandonné du New Jersey, où ils découvrent l’entrée de l’enfer des robots.
Un morceau musical commence pendant que le Diable Robot entreprend de détailler le châtiment de Bender. Au moment où s’achève la chanson, Fry et Leela arrivent et tentent de persuader le Diable Robot de libérer Bender. Il leur dit alors que le seul moyen de reconquérir l’âme de Bender est de le vaincre dans un concours musical, en jouant sur un violon d’or massif. Quelques notes suffisent à montrer que le jeu de Leela est consternant ; elle décide alors d’utiliser le violon pour en frapper le Diable Robot.
Alors que le trio s’échappe des griffes du Diable Robot, Bender dérobe les ailes d’un robot volant chargé de le torturer. Il les attache à son dos, et s’enfuit à tire d’aile en emportant Fry et Leela à l’abri. Celle-ci lâche le lourd violon d’or sur la tête du Diable Robot, ce qui les allège suffisamment pour qu’ils puissent s’échapper. Bender promet alors de n’être jamais ni trop bon ni trop méchant, mais de rester celui qu’il était avant de rejoindre le Temple de la Robotologie.

### Thèmes
Cet épisode est l’un des rares qui met l’accent sur les aspects religieux de l’univers de Futurama. Dans la plupart des épisodes, il est indiqué que l’équipe de Planet Express, ainsi que la plupart des êtres en l’an 3000, sont « remarquablement non religieux, ». Il introduit deux des figures religieuses de Futurama, Le Diable Robot et le révérend Lionel Preacherbot, qui font des apparitions dans les épisodes suivants. Preacherbot, qui parle d’une manière typique du stéréotype du pasteur Afro-américain du centre-ville, Bender convertit à la religion de la Robotologie. Cela conduit à une série d’événements qui sont semblables à bien des égards à l’expérience du monde réel de la conversion religieuse. Mark Pinsky indique que l’épisode est une « représentation à double tranchant de la religion », car il dépeint une amélioration du caractère de Bender, mais « certain traits les moins plaisants des nouveaux religieux ». Le Robot Diable est présenté après la chute dans le péché de Bender. Selon The Gospel According to the Simpsons, en expliquant à Bender ses prétentions sur son âme, le Diable Robot utilise une rhétorique similaire à celle utilisée par de nombreux baptistes du Sud. À la fin de l’épisode, Bender est revenu à ses anciennes habitudes et déclare qu’il n’essaiera plus d’être ni trop bon ni trop mauvais, une contradiction et une parodie du livre de l’Apocalypse selon lequel on ne devrait pas être mitigé dans sa foi.

### Références culturelles

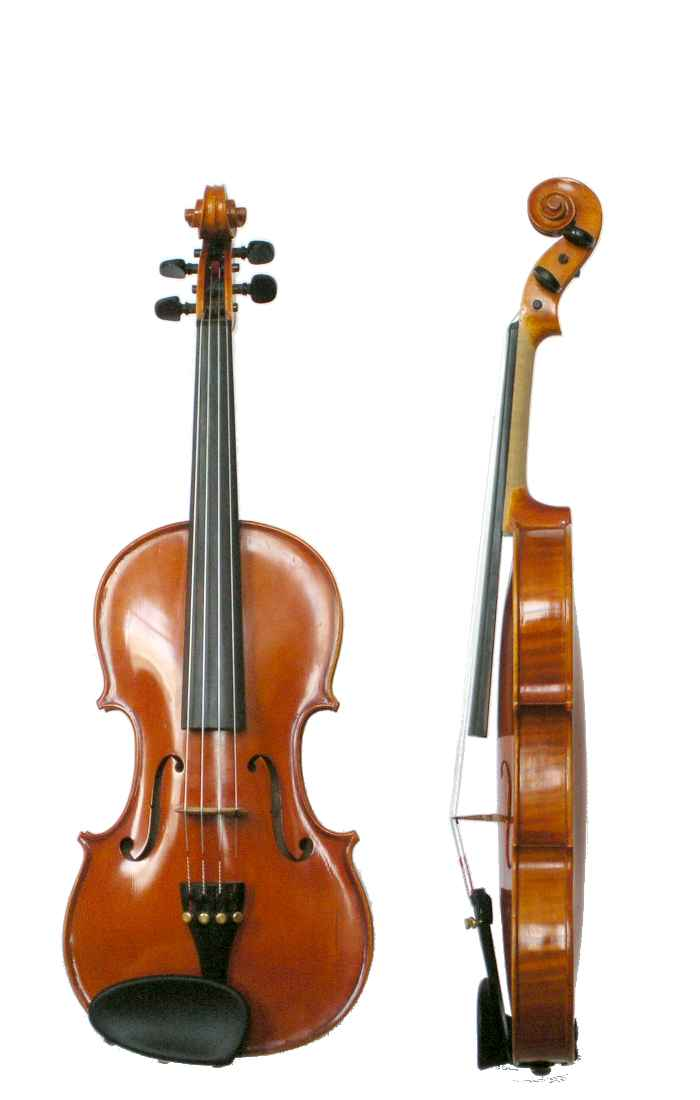
Un violon, l’instrument du Diable Robot.

### Production

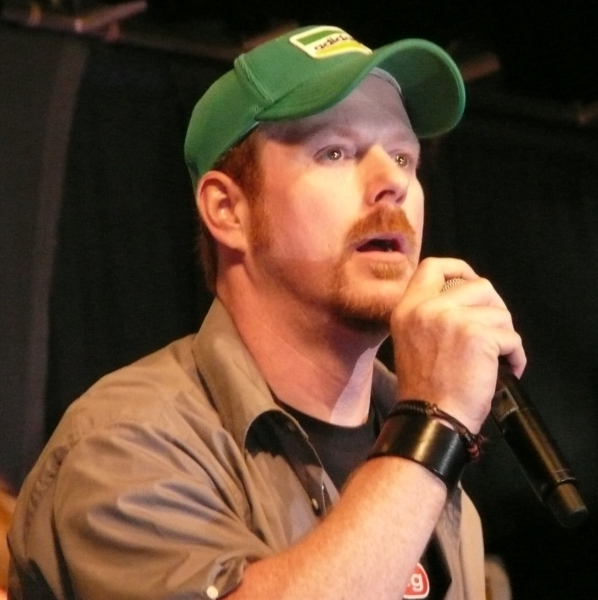
John DiMaggio

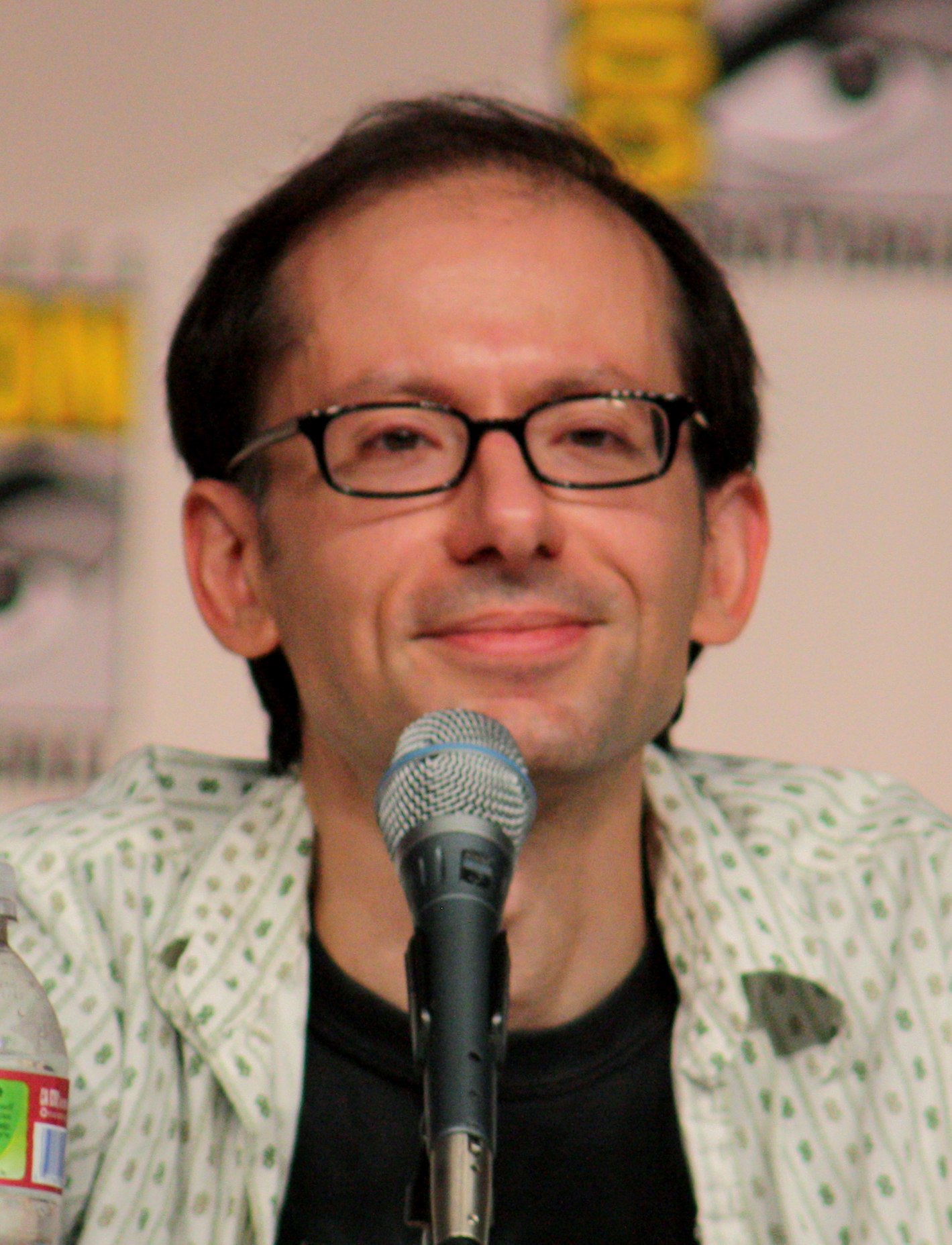
David X. Cohen